# Grand Prix du Los Angeles Times

Un diagramme du circuit de moto Riverside International Raceway en 1980.

Le Grand Prix du Los Angeles Times (ou 6 Heures de Riverside en version longue pour le championnat IMSA GT) était une compétition automobile qui se tenait sur le circuit de Riverside, en Californie. 

## Historique
La course, parrainée par le quotidien Los Angeles Times afin d'amasser des fonds pour des œuvres de bienfaisance, s'est disputée de 1957 à 1987. 
L'organisateur de l'événement était Glenn Davis, le vainqueur du trophée Heisman en  1946.

## Résultats
| Année                         | Vainqueur                               | Écurie                                 | Voiture                   | Distance/durée            | Nom de la course                                          | Résultat                  |
| Championnat national SCCA     | Championnat national SCCA               | Championnat national SCCA              | Championnat national SCCA | Championnat national SCCA | Championnat national SCCA                                 | Championnat national SCCA |
| ----------------------------- | --------------------------------------- | -------------------------------------- | ------------------------- | ------------------------- | --------------------------------------------------------- | ------------------------- |
| 1957                          | Carroll Shelby                          | John Edgar                             | Maserati 450S             | 92,5 milles (148,86 km)   | Riverside National Championship Sports Car Races          | Résultat                  |
| USAC Road Racing Championship |                                         |                                        |                           |                           |                                                           |                           |
| 1958                          | Chuck Daigh                             | Reventlow Automobile Incorporated      | Scarab Mk II-Chevrolet    | 200 milles (321,87 km)    | United States Grand Prix for Sports Cars                  | Résultat                  |
| 1959                          | Phil Hill                               | Eleanor von Neumann                    | Ferrari 250 TR 59         | 200 milles (321,87 km)    | United States Grand Prix for Sports Cars                  | Résultat                  |
| 1960                          | Bill Krause                             | Maserati Representatives of California | Maserati Tipo 61          | 200 milles (321,87 km)    | Grand Prix for Sports Cars                                | Résultat                  |
| 1961                          | Jack Brabham                            | Brabham Racing                         | Cooper Monaco T61-Climax  | 200 milles (321,87 km)    | Grand Prix for Sports Cars                                | Résultat                  |
| 1962                          | Roger Penske                            | Updraught Enterprises                  | Cooper T53-Climax         | 200 milles (321,87 km)    | Los Angeles Times presents the Grand Prix for Sports Cars | Résultat                  |
| Sans championnat              |                                         |                                        |                           |                           |                                                           |                           |
| 1963                          | Dave MacDonald                          | Shelby American                        | Cooper Monaco T61M - Ford | 200 milles (321,87 km)    | Los Angeles Times Grand Prix                              | Résultat                  |
| 1964                          | Parnelli Jones                          | Shelby American                        | Cooper Monaco T61-Ford    | 200 milles (321,87 km)    | Los Angeles Times Grand Prix                              | Résultat                  |
| 1965                          | Hap Sharp                               | Chaparral Cars                         | Chaparral 2A-Chevrolet    | 200 milles (321,87 km)    | Los Angeles Times Grand Prix                              | Résultat                  |
| CanAm                         |                                         |                                        |                           |                           |                                                           |                           |
| 1966                          | John Surtees                            | Team Surtees                           | Lola T70 Mk II-Chevrolet  | 200 milles (321,87 km)    | Los Angeles Times Grand Prix                              | Résultat                  |
| 1967                          | Bruce McLaren                           | Bruce McLaren Motor Racing             | McLaren M6A-Chevrolet     | 200 milles (321,87 km)    | Los Angeles Times Grand Prix                              | Résultat                  |
| 1968                          | Bruce McLaren                           | Bruce McLaren Motor Racing             | McLaren M8A-Chevrolet     | 200 milles (321,87 km)    | Los Angeles Times Grand Prix                              | Résultat                  |
| 1969                          | Denny Hulme                             | Bruce McLaren Motor Racing             | McLaren M8B-Chevrolet     | 200 milles (321,87 km)    | Los Angeles Times Grand Prix                              | Résultat                  |
| 1970                          | Denny Hulme                             | Bruce McLaren Motor Racing             | McLaren M8D-Chevrolet     | 200 milles (321,87 km)    | Los Angeles Times Grand Prix                              | Résultat                  |
| 1971                          | Denny Hulme                             | McLaren Cars, Ltd.                     | McLaren M8F-Chevrolet     | 200 milles (321,87 km)    | Los Angeles Times Grand Prix                              | Résultat                  |
| 1972                          | George Follmer                          | Roger Penske                           | Porsche 917/10            | 200 milles (321,87 km)    | Los Angeles Times Grand Prix                              | Résultat                  |
| 1973                          | Mark Donohue                            | Roger Penske                           | Porsche 917/30            | 200 milles (321,87 km)    | Los Angeles Times Grand Prix                              | Résultat                  |
| 1974                          | Non disputé                             | Non disputé                            | Non disputé               | Non disputé               | Non disputé                                               | Non disputé               |
| IMSA GT Championship          |                                         |                                        |                           |                           |                                                           |                           |
| 1975                          | Hans-Joachim Stuck Dieter Quester       | BMW Motorsport                         | BMW 3.0 CSL               | 6 heures                  | 6 Hours of Riverside                                      | Résultat                  |
| 1976-1978                     | Non disputé                             | Non disputé                            | Non disputé               | Non disputé               | Non disputé                                               | Non disputé               |
| 1979                          | Bill Whittington Don Whittington        | Whittington Brothers Racing            | Porsche 935/79            | 6 heures                  | Los Angeles Times Grand Prix of Endurance                 | Résultat                  |
| 1980                          | Dick Barbour John Fitzpatrick           | Dick Barbour Racing                    | Porsche 935 K3            | 5 heures                  | Los Angeles Times/Toyota Grand Prix of Endurance          | Résultat                  |
| 1981*                         | John Fitzpatrick Jim Busby              | John Fitzpatrick Racing                | Porsche 935 K3/80         | 6 heures                  | Los Angeles Times/Toyota Grand Prix of Endurance          | Résultat                  |
| 1982                          | Ted Field Bill Whittington              | Interscope Racing                      | Lola T600-Chevrolet       | 6 heures                  | Los Angeles Times/Toyota Grand Prix                       | Résultat                  |
| 1983                          | John Fitzpatrick David Hobbs Derek Bell | John Fitzpatrick Racing                | Porsche 935 K4            | 6 heures                  | Los Angeles Times/Datsun Grand Prix                       | Résultat                  |
| 1984                          | Randy Lanier Bill Whittington           | Blue Thunder Racing                    | March 84G-Chevrolet       | 6 heures                  | Los Angeles Times/Nissan Grand Prix                       | Résultat                  |
| 1985                          | Pete Halsmer John Morton                | BF Goodrich                            | Porsche 962               | 600 km                    | Los Angeles Times/Nissan Grand Prix of Endurance          | Résultat                  |
| 1986                          | Rob Dyson Price Cobb                    | Dyson Racing                           | Porsche 962               | 6 heures                  | Los Angeles Times/Ford Grand Prix                         | Résultat                  |
| 1987                          | John Morton Hurley Haywood              | Group 44                               | Jaguar XJR-7              | 500 km                    | Los Angeles Times Grand Prix                              | Résultat                  |

- La course de 1981 comptait également pour le championnat du monde des voitures de sport.